# Eddie Fontaine
Eddie Fontaine (* 6. März 1927 in Springfield, Massachusetts als Edward Henry Reardon; † 13. April 1992 in Los Angeles, Kalifornien) war ein US-amerikanischer Rockabilly-Musiker und Schauspieler. Am bekanntesten ist sein Stück Nothin’ Shakin’ (But The Leaves On The Tree), welches 1963 für eine Radiosendung von den Beatles gecovert wurde.

## Leben
Eddie wuchs in der Nähe von New York City in Rockaway Beach auf. Er startete seine musikalische Karriere in diversen New Yorker Bars. 1954 wurde Fontaine vom Bandleader Neal Hefti entdeckt und dem Produzenten Jimmy Hilliard vorgestellt, welcher ihm einen Vertrag für das neue „X“ -Label, eine Tochtergesellschaft der RCA, anbot.
1955 nahm Eddie die ersten beiden Titel Rock Love und All My Love Belongs To You auf. Im April 1955 trat er in Alan Freeds Rock and Roll Show im Brooklyn Paramount auf. Im Sommer 1956 wechselte Eddie zu Decca. Seine erste Aufnahme Cool it Baby verschaffte ihm einen Auftritt in dem Film The Girl Can’t Help It. Nach sechs eher erfolglosen Veröffentlichungen wurde sein Vertrag 1957 nicht verlängert.
Auf eigene Kosten mietete er ein Studio und nahm, unter anderem mit dem Schlagzeuger Cozy Cole seinen selbstgeschriebenen Song Nothin’ Shakin’ auf, den er als Demo an den Musik-Produzenten Gene Goodman schickte. Dieser antwortete ihm nicht, so unterschrieb Fontaine schließlich beim Chicagoer Sunbeam-Label und nahm seinen Song dort erneut auf. Ohne sein Wissen wurde das ursprüngliche Demoband allerdings an Chess Records verkauft. Nach einem Rechtsstreit mussten nun Diane Lampert, John Gluck Jr. und Cirino Colacral als Mitautoren genannt werden.
Eddies Aufnahme erreichte im Juni 1958 Platz 64 der Billboard Charts.
Von 1962 bis 1963 spiele Fontaine eine Rolle in der Serie The Gallant Men.
Es folgten diverse Auftritte in Serien und TV-Filmen wie Quincy, Happy Days, Detektiv Rockford – Anruf genügt und Einsatz in Manhattan.
1984 wurde er wegen Mordes an seiner Ex-Frau Pamela angeklagt. Der Country-Sänger David Faircloth sagte vor Gericht aus, dass Fontaine ihm 3.000 Dollar und eine elektrische Gitarre für die Ermordung seiner Ex-Frau angeboten habe. Fontaine wurde rechtskräftig für vier Jahre Haft verurteilt, 1985 nach Berufung allerdings freigesprochen.
Zwischen 1981 und 1988 tourte Fontaine durch Europa und gab wieder Konzerte.
Fontaine verstarb am 13. April 1992 an den Folgen einer Kehlkopfkrebserkrankung.

## Diskografie

### Singles
| Jahr | Titel A                                         | Titel B                                                      | Plattenfirma |
| ---- | ----------------------------------------------- | ------------------------------------------------------------ | ------------ |
| 1955 | Rock Love (with Neal Hefti & the Excels)        | All My Love Belongs To You (with Neal Hefti & the Excels)    | X Records    |
| 1955 | The Rain Song                                   | Poor Little Monday                                           | X Records    |
| 1955 | Rollin’ Stone                                   | I’m Through Chasinhg After You                               | X Records    |
| 1955 | Turn The Light On                               | Boom-De-De-Boom                                              | X Records    |
| 1956 | The Years Before                                | A Rose And A Baby Ruth                                       | Decca        |
| 1956 | Cool It Baby                                    | Into Each Life Some Rain Must Fall                           | Decca        |
| 1956 | Stand on The Rock                               | Baby You Did This To Me                                      | Vik Records  |
| 1956 | Here ’tis                                       | I Look At You                                                | Vik Records  |
| 1957 | Honky Tonk Man                                  | Fun Lovin’                                                   | Decca        |
| 1957 | Homesick Blues                                  | Money                                                        | Decca        |
| 1957 | East of Mississippi                             | I’ll Be There                                                | Decca        |
| 1958 | Nothin’ Shakin’ (But The Leaves On The Trees)   | Oh, Wonderfull Night                                         | Sunbeam      |
| 1958 | I’m Ready As I’ll Ever Be (with Gerry Granahan) | Nobody Else Can Handle This Job But Me (with Gerry Granahan) | Sunbeam      |
| 1959 | Goodness, It’s Gladys                           | Middle Of The Road                                           | Chancellor   |
| 1963 | All That I Want Is You                          | (It’s No) Sin                                                | Warner       |
| 1963 | My Heart Belongs To You                         | I’m Gonna Settle Down                                        | Warner       |
| 1965 | Blue Roses                                      | Way Down Home                                                | Liberty      |

### Filmografie
- 1956: The Girl Can’t Help It
- 1962–1963: The Gallant Men (26 Folgen)
- 1962: 77 Sunset Strip (eine Folge)
- 1962: Hawaiian Eye (eine Folge)
- 1967: Verrückter wilder Westen (eine Folge)
- 1973: Der Chef (eine Folge)
- 1974: Einsatz in Manhattan (eine Folge)
- 1974: Toma (eine Folge)
- 1974: Planet der Affen (eine Folge)
- 1974–1978: Detektiv Rockford – Anruf genügt (vier Folgen)
- 1975: Bronk (eine Folge)
- 1975: Harry O (eine Folge)
- 1975: Baretta (eine Folge)
- 1975: Medical Center (eine Folge)
- 1975: Die Küste der Ganoven (eine Folge)
- 1975–1978: Police Story (drei Folgen)
- 1975–1978: Der Sechs-Millionen-Dollar-Mann (drei Folgen)
- 1977: Make-Up und Pistolen (eine Folge)
- 1978: Starsky & Hutch (eine Folge)
- 1978: Happy Days (eine Folge)
- 1980: Der Weg zur Macht
- 1980: Stone (zwei Folgen)
- 1981: Quincy (eine Folge)
- 1981: Nero Wolfe (eine Folge)
- 1991: Ein Strauß Töchter